# الطريق الأوروبي E31
الطريق الأوروبي E31 هو طريق دولي من الدرجة الأولى في أوروبا، وهو جزء من شبكة الطرق الأوروبية الدولية التابعة للأمم المتحدة. يمتد من روتردام بهولندا إلى لودفيغسهافن بألمانيا.